# اورتوری
اورتوری (به ایتالیایی: Ortueri) یک کومونه در ایتالیا است که در استان نیورو واقع شده‌است. اورتوری ۳۹٫۰ کیلومتر مربع مساحت و ۱٬۳۷۹ نفر جمعیت دارد و ۵۸۴ متر بالاتر از سطح دریا واقع شده‌است.